# ويلهلم باومان
ويلهلم باومان (بالألمانية: Wilhelm Baumann)‏ (12 أغسطس 1912 في ألمانيا - 14 مارس 1990) هو لاعب كرة يد ألماني. شارك في الألعاب الأولمبية الصيفية 1936.

## وصلات خارجية
- ويلهلم باومان على موقع أوليمبيديا (الإنجليزية)